# Fritillaria rhodocanakis
Fritillaria rhodocanakis är en liljeväxtart som beskrevs av Theodhoros Georgios Orphanides och John Gilbert Baker. Fritillaria rhodocanakis ingår i Klockliljesläktet och i familjen liljeväxter. IUCN kategoriserar arten globalt som starkt hotad. Inga underarter finns listade.